# Temel Uğur Yiğit
Temel Uğur Yiğit (* 11. Oktober 1975 in Kadıköy) ist ein ehemaliger türkischer Fußballspieler.

## Sportlicher Werdegang
Yiğit entstammt der Jugend von Kayseri Erciyesspor, von wo er nach seinem Debüt in der Türkiye 3. Futbol Ligi im Herbst 1995 an den Erstligisten Kayserispor verliehen wurde. Im Sommer 1996 wechselte er dauerhaft zum Klub, der ihn jedoch im Oktober des Jahres an den Drittligisten Sivasspor abgab. Im August 1998 löste er seinen Vertrag mit dem Klub auf, anschließend schloss er sich mit einem Ein-Jahres-Vertrag ausgestattet dem Ligakonkurrenten Bigaspor an.
Yiğit kam im Sommer 1999 zu Pendikspor in die zweite Liga. Im Landespokalwettbewerb 1999/2000 erreichte er mit dem Klub unter anderem nach einem 2:1-Heimsieg über Fenerbahçe Istanbul das Achtelfinale, in dem die Mannschaft gegen den Ligakonkurrenten Dardanelspor ausschied. Mit seinen bis dahin erzielten drei Turniertoren avancierte Yiğit gemeinsam mit acht weiteren Spielern zum Torschützenkönig des Wettbewerbs. Unterdessen verlief es in der Meisterschaft weniger erfolgreich, am Ende der Spielzeit 1999/2000 musste die Mannschaft aufgrund einer zwar positiven, gegenüber dem punktgleichen Konkurrenten Kartalspor jedoch um zwei Tore schlechteren Tordifferenz absteigen.
Yiğit wechselte anschließend in den oberen Amateurbereich, wo er für Beykoz İshakli Spor, İnhisar Spor, Ümraniyespor, Sultanbeyli Belediyespor, Galataspor und Çakmakspor spielte.